# Desa Pringgodani (administrativ by i Indonesien, lat -8,03, long 113,89)
Desa Pringgodani är en administrativ by i Indonesien.   Den ligger i provinsen Jawa Timur, i den västra delen av landet, 800 km öster om huvudstaden Jakarta.